# Lobu Siregar I
Lobu Siregar I is een bestuurslaag in het regentschap Tapanuli Utara van de provincie Noord-Sumatra, Indonesië. Lobu Siregar I telt 1967 inwoners (volkstelling 2010).